# Беловская (Московская область)
Беловская — деревня в Шатурском муниципальном районе Московской области. Входит в состав Дмитровского сельского поселения. Население — 83 чел. (2010).

## Расположение
Деревня Беловская расположена в южной части Шатурского района, расстояние до МКАД порядка 156 км. Высота над уровнем моря 121 м.

## Название
Ранее деревня называлась Белая. Наименование Беловская встречается в работе И. И. Проходцова «Населённые места Рязанской губернии» (1906 год).
Существует версия, что деревня названа Белой в связи с освобождением от какой-либо повинности или подати. Впоследствии название приобрело притяжательный суффикс -ск- и деревня стала называться Беловской.

## История
Впервые упоминается в писцовой Владимирской книге В. Кропоткина 1637—1648 гг. как деревня Белая. Во второй половине XVII — первой половине XVIII веков деревня входила в Зачисморскую кромину волости Муромское сельцо Владимирского уезда Замосковного края Московского царства. Деревня принадлежала Михаилу Богдановичу Дирину и Нефедью Григорьевичу Шишкову.
Последними владельцами деревни перед отменой крепостного права были гвардии полковник Владимир Борисович Казаков, помещики Евреинов и Слепцов.
После отмены крепостного права деревня вошла в состав Коробовской волости.

## Население
| 1859 | 1868 | 1885 | 1905 | 1926 | 2002 |
| ---- | ---- | ---- | ---- | ---- | ---- |
| 304  | ↗307 | ↗431 | ↗520 | ↗634 | ↘90  |
| 2006 | 2010 |      |      |      |      |
| ↘64  | ↗83  |      |      |      |      |

## Галерея
- Дорожный указатель на деревню
- Остановка
- Беловская